# Pietro Rotari
Pietro Antonio Rotari, né le 30 septembre 1707 à Vérone (république de Venise) et mort le 31 août 1762 à Saint-Pétersbourg (Empire russe), est un graveur et peintre vénitien.

## Biographie
Pietro Antonio Rotari est d'abord l'élève à Vérone, du graveur Van Auden-Aerdt et d'Antonio Balestra avant de se rendre à Venise (1725-1727) et à Rome dans l'atelier de Francesco Trevisani (1727 et 1731) et enfin à Naples auprès de Francesco Solimena.
En 1735, il rentra à Vérone où il ouvrit sa propre école de peinture.
Par la suite il se rendit à Vienne Munich et à Dresde où il se spécialisa dans la peinture de bustes de femmes très en vogue auprès des familles royales. 
C'est Marie-Maximilienne de Silvestre qui présente le travail de Pietro Rotari à la dauphine de France, Marie-Josèphe de Saxe. 
En 1756 il se fixa à Saint-Pétersbourg auprès de la cour de Russie, jusqu'à sa mort en 1762. Il compte parmi ses élèves Anton Lossenko.

## Œuvres

Jeune femme - Fondation Bemberg Toulouse

- Saint François Borgia, Castelvecchio, Vérone.
- Le Sacrifice d'Iphigénie, palais Paletta, Vérone.
- Portraits de la famille de l'Électeur de Saxe, roi de Pologne, Auguste III (1755), Dresde.
- Vingt-deux portraits, pavillon chinois d'Oranienbaum.
- Saint Sébastien (1725), San Francisco De Young Museum, San Francisco.
- Alexandre le Grand et Roxane(1756), Musée de l'Ermitage, Saint-Pétersbourg, Russie
- Quatre Martyrs (1745), retable, église de l'Ospedale di San Giacomo, Vérone.
- Saint-Vincent Ferrier, retable, Église Sant'Anastasia (Vérone).
- Jeune Femme assise tenant un éventail,
- Portrait de Catherine II,
- Jeune Fille dormant,
- Portrait de Jeune Femme, Fondation Bemberg Toulouse
- Jeune Fille écrivant une lettre d'amour (1755),
- Portrait du prince Albert de Saxe (1755).
- Portrait de femme
- "Portrait de Fanciulla, pastel, 31x39, collection privée